# Arrondissement Largentière
Largentière is een arrondissement van het Franse departement Ardèche in de regio Auvergne-Rhône-Alpes. De onderprefectuur is Largentière.

## Kantons
Het arrondissement was tot 2014 samengesteld uit de volgende kantons:
- Kanton Antraigues-sur-Volane
- Kanton Aubenas
- Kanton Burzet
- Kanton Coucouron
- Kanton Joyeuse
- Kanton Largentière
- Kanton Montpezat-sous-Bauzon
- Kanton Saint-Étienne-de-Lugdarès
- Kanton Thueyts
- Kanton Valgorge
- Kanton Vallon-Pont-d'Arc
- Kanton Vals-les-Bains
- Kanton Les Vans
- Kanton Villeneuve-de-Berg

Na de herindeling van de kantons bij decreet van 13 februari 2014, met uitwerking op 22 maart 2015, omvat het volgende kantons :
- Kanton Aubenas-1
- Kanton Aubenas-2
- Kanton Haut-Eyrieux  (deel : 3/44)
- Kanton Berg-Helvie  (deel : 13/19)
- Kanton Haute-Ardèche
- Kanton Vallon-Pont-d'Arc  (deel : 29/30)
- Kanton Cévennes ardéchoises